# 龙溪街道 (重庆市)
龙溪街道，是中华人民共和国重庆市渝北区下辖的一个街道办事处。

## 行政区划
龙溪街道下辖以下地区：
松树桥社区、花卉东路社区、花卉西路社区、金龙路社区、武陵路社区、安家嘴社区、金紫山社区、龙湖社区、新牌坊社区、红石支路社区、李家花园社区、锦绣社区、百合社区和嘉州社区。